# Mariakapel (Valkenburg, Daalhemerweg)

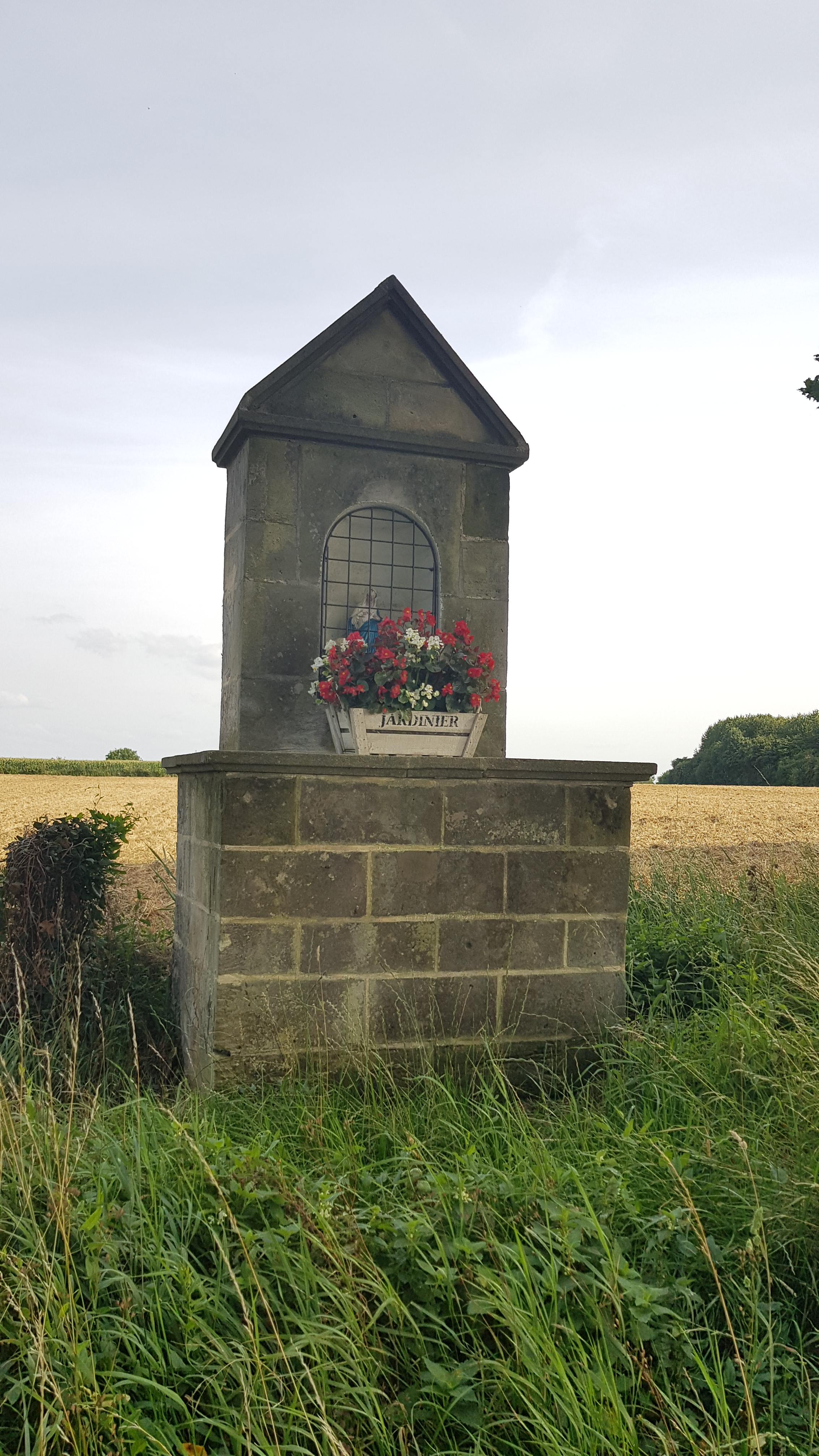
Mariakapel Daalhemerweg

De Mariakapel Daalhemerweg is een niskapel tussen Sibbe en Valkenburg in de Nederlands Zuid-Limburgse gemeente Valkenburg aan de Geul. De kapel staat aan de Daalhemerweg in het noordelijke deel van het Plateau van Margraten ten noordwesten van het dorp.
De kapel is gewijd aan Maria.

## Geschiedenis
Na de Tweede Wereldoorlog werd de kapel gebouwd op het grondgebied van het Sibberhuis.
In 2015 werd de kapel gerestaureerd.

## Bouwwerk
De kapel staat aan de Daalhemerweg tussen de bomenrij langs de weg met erachter de akkers. Het bouwwerk is een kleine bidkapel en is optrokken in Limburgse mergel. De kapel bestaat uit een basement op rechthoekig plattegrond, daarop bevindt zich een wit geschilderde halfronde boogvormige nis en daarboven een fronton onder een zadeldak. Voor de nis is er traliewerk aangebracht. In de nis is een Mariabeeldje geplaatst.